# Cyrtodactylus loriae
Espèce
Synonymes
- Gymnodactylus loriae Boulenger, 1897

Cyrtodactylus loriae est une espèce de geckos de la famille des Gekkonidae.

## Répartition
Cette espèce est endémique de Papouasie-Nouvelle-Guinée.

## Description

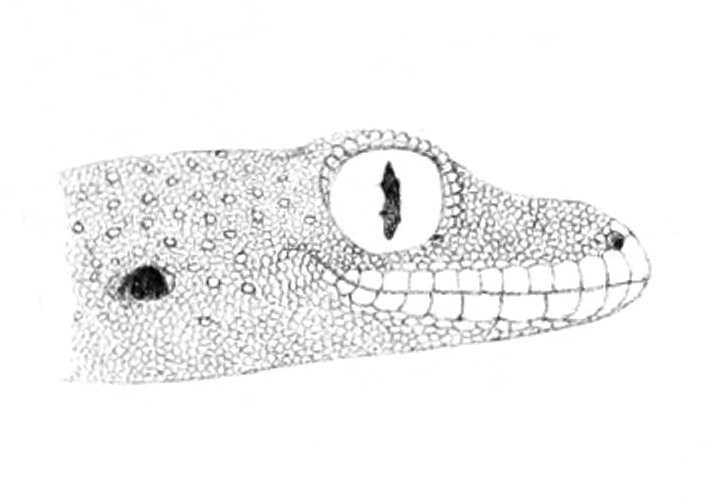
Cyrtodactylus loriae

Le mâle décrit par Boulenger mesurait 172 mm dont 25 mm pour la tête et 87 mm pour la queue, la femelle 187 mm dont 34 mm pour la tête et 65 mm pour la queue.

## Étymologie
Cette espèce est nommée en l'honneur de Lamberto Loria (1855–1913).

## Publication originale
- Boulenger, 1897 : An account of the reptiles and batrachians collected by Dr. L. Loria in British New Guinea. Annali del Museo Civico di Storia Naturale di Genova, ser. 2, vol. 18, p. 694-710 (texte intégral).